# Villagonzalo (kommunhuvudort)
Villagonzalo är en kommunhuvudort i Spanien.   Den ligger i provinsen Provincia de Badajoz och regionen Extremadura, i den centrala delen av landet, 280 km sydväst om huvudstaden Madrid. Villagonzalo ligger 237 meter över havet och antalet invånare är 1 344.
Terrängen runt Villagonzalo är huvudsakligen platt, men söderut är den kuperad. Runt Villagonzalo är det glesbefolkat, med 16 invånare per kvadratkilometer. Närmaste större samhälle är Mérida, 14,0 km väster om Villagonzalo. Trakten runt Villagonzalo består till största delen av jordbruksmark.